# Georg Lárusson
Georg Kristinn Lárusson (né le 21 mars 1959) est un contre-amiral islandais, directeur général de la Garde-côtes d'Islande.